# Sårförslutningsremsor

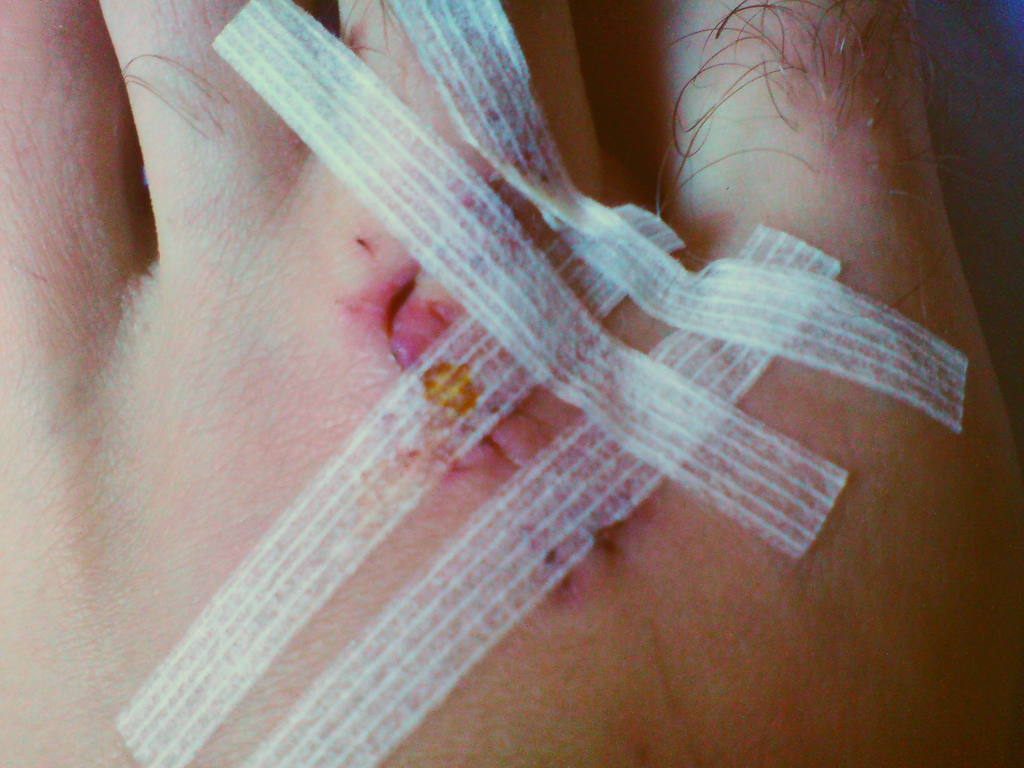
Sårförslutningsremsor applicerade på ett snitt på främre delen av foten.

Sårförslutningsremsor är kirurgiska tejpremsor med porös yta som kan användas för att försluta små sår. De appliceras över skärsåren på ett sätt som för ihop huden på vardera sida av såret. Sårförslutningsremsor kan användas istället för suturer (stygn) vid vissa skador eftersom de minskar ärrbildning och är lättare att sköta.